# Rossese
Il Rossese  è un vitigno a bacca nera italiano.

## Origine e ripartizione geografica
Il vitigno è di origine sconosciuta ma è diffuso da molto tempo nell'Italia del nord. Il nome rossese appare già in un componimento poetico in lingua ligure del 1425, opera di Andrea Bulgaro.
È classificato come vitigno supplementare nei vini DOC Riviera Ligure di Ponente Rossese e Rossese di Dolceacqua. È classificato raccomandato nelle provincie di Imperia e Savona in Liguria. Nel 1998, copriva 351 ettari.

## Caratteristiche, esigenze ambientali e colturali
- Estremità dei ramoscelli giovani pubescenti, vellutati, verde bronzo.
- Foglie giovani pubescenti, gialle a riflessi ramati.
- Foglie adulte, a 5 lobi con seni superiori a forma di lira chiusa, denti angolosi, stretti, in due serie, un lembo lanuginoso.
- La maturità è di seconda epoca: 10 giorni dopo il chasselas.

## Potenziale tecnologico
I grappoli sono medi e gli acini sono di taglia piccola o media. Il grappolo è troncato, alato e mediamente compatto. Il vitigno è vigoroso e di produzione regolare. Il rossese è molto sensibile all'oidio e alle gelate primaverili.